# Лука Дзуффі
Лука Дзуффі (нім. Luca Zuffi, нар. 27 березня 1990, Вінтертур) — швейцарський футболіст, півзахисник клубу «Сьйон».

## Клубна кар'єра
У дорослому футболі дебютував 2006 року виступами за «Вінтертур», вихованцем якого і був, в основній команді якого провів шість сезонів, взявши участь у 87 матчах Челлендж-ліги, другого за рівнем дивізіону країни.
Своєю грою за цю команду привернув увагу представників тренерського штабу клубу «Тун», до складу якого приєднався 2012 року. Відіграв за команду з Туна наступні два сезони своєї ігрової кар'єри. 14 липня в матчі проти «Лозанни» дебютував в Суперлізі. 21 квітня 2013 року у матчі проти «Базель» забив свій перший гол за «Тун».
1 липня 2014 року за 600 тисяч євро перейшов в «Базель» і вже 19 липня в матчі проти «Арау» дебютував за новий клуб. 9 серпня того ж року в матчі проти «Цюриха» забив перший гол за «Базель». У сезоні 2014/15 став чемпіоном Швейцарії, а також фіналістом національного кубка. У наступному сезоні повторив досягнення, а в сезоні 2016/17 став з клубом володарем «золотого дубля». Станом на 2 січня 2018 року відіграв за команду з Базеля 97 матчів в національному чемпіонаті.

## Виступи за збірну
Грав за різні молодіжні збірні Швейцарії. 9 жовтня 2015 року дебютував в офіційних іграх у складі національної збірної Швейцарії в матчі відбіркового турніру до чемпіонату Європи 2016 проти збірної Сан-Марино (7:0).
| Дата       | Місто        | Господарі  | Результат | Гості                | Турнір            | Голи | Примітки |
| ---------- | ------------ | ---------- | --------- | -------------------- | ----------------- | ---- | -------- |
| 09-10-2015 | Санкт-Галлен | Швейцарія  | 7 – 0     | Сан-Марино           | Відбір до ЧЄ 2016 | -    |          |
| 13-11-2015 | Трнава       | Словаччина | 3 – 2     | Швейцарія            | товариський матч  | -    | 74'      |
| 17-11-2015 | Відень       | Австрія    | 1 – 2     | Швейцарія            | товариський матч  | -    | 60'      |
| 29-3-2016  | Цюрих        | Швейцарія  | 3 – 0     | Боснія і Герцеговина | товариський матч  | -    | 46'      |
| Усього     |              | Матчів     | 4         |                      | Голів             | 0    |          |

## Особисте життя
Батько футболіста, Маріо Дзуффі, також був футболістом і грав за «Вінтертур» та «Базель», а 1991 року ставав найкращим бомбардиром чемпіонату Швейцарії.

## Титули і досягнення
- Чемпіон Швейцарії (3):

«Базель»: 2014–2015, 2015–16, 2016–17
- Володар Кубка Швейцарії (2):

«Базель»: 2016–17, 2018-19